# Ruwenzorinunnesångare
Ruwenzorinunnesångare (Sylvia atriceps) är en afrikansk tätting som numera placeras i familjen sylvior.

## Utseende och läten
Ruwenzorinunnesångaren är 14 cm lång, trastlik fågel. Den är mycket lik nära släktingen bergnunnesångaren, men har svart istället för grått huvud, kastanjebrun istället för rosttonad olivbrun ovansida och svartaktig, ej ljusgrå, undersida. Den fylliga, melodiska sången är dock mycket lik, om inte identisk.

## Utbredning och systematik
Arten förekommer dels i sydöstra Nigeria och sydvästra Kamerun, dels i östra Demokratiska republiken Kongo, Rwanda och västra Uganda. Vissa behandlar den som underart till bergnunnesångare (S. abyssinica). Allt oftare urskiljs den dock som egen art, bland annat eftersom den västra populationen i Nigeria och Kamerun hittas nära populationer av bergnunnesångare samt att de östliga och västliga populationerna är så lika trots avståndet.

### Släktskap
Tidigare placerades de båda nunnesångarna bland timaliorna, men genetiska studier visar att den är nära släkt med fåglar i släktet Sylvia, närmare trädgårdssångaren och svarthättan än exempelvis ärtsångare och törnsångare. Följaktligen inkluderas de numera vanligen därför i Sylvia.

## Levnadssätt
Ruwenzorinunnesångaren hittas i buskage och bambustånd i bergsskogar, framför allt i mer öppna områden. Den livnär sig mestadels av insekter, men även bär och frön. Fågeln häckar i mars i Nigeria, februari–maj samt september i Kamerun, januari–augusti samt november (möjligen året runt) i Demokratiska republiken Kongo och i december i Rwanda.

## Status och hot
Arten har ett stort utbredningsområde och en stor population, men tros minska i antal till följd av habitatförstörelse och fragmentering, dock inte tillräckligt kraftigt för att den ska betraktas som hotad. Internationella naturvårdsunionen IUCN kategoriserar därför arten som livskraftig (LC). Världspopulationen har inte uppskattats men den beskrivs som vanlig.